# Sonny Lester
Sonny Lester (* 15. November 1924 in New York City; † 28. April 2018 in University Park, Florida) war ein amerikanischer Musikproduzent.

## Leben und Wirken
Lester begann zunächst als Trompeter in Big Bands des Swing, bevor er 1943 eingezogen wurde und den Zweiten Weltkrieg bei der Infanterie in Europa verbrachte, wo er teilweise auch in der Band der 84th Infantry Division spielte. Zurück in New York heiratete er und arbeitete zunächst als Studiomusiker und Arrangeur, ab 1954 im Musikverlag Edwin Morris Music, wo er Notenmaterial zusammenstellte und eine der ersten Play Along-Platten produzierte, die ein Erfolg wurde (Play or Sing Along with the NBC Rhythm Section). Dann wechselte er ins A&R-Team von Coral Records. 1958 ging er mit Bob Thiele zu Dot Records, wo er Konzerte in der Town Hall und die daraus entstehenden Jazz Horizons-Alben produzierte. Im nächsten Jahr ging er zu Top Rank Records, wo er die Produktionen von Newcomern wie Jack Scott, The Fireballs und den Knightsbridge Strings, aber auch von Raymond Scott betreute. Dann arbeitete er als unabhängiger Produzent und war für After Hours-Reihe von Time (Urbie Green After Hours: Middle East), die Fantabulous Strings-Alben von MGM oder Bauchtanz-Alben bei Roulette verantwortlich.
1966 gründete er für United Artists mit Phil Ramone und Manny Albam das neue Jazzlabel Solid State, das er leitete. Als das Label seine Tätigkeit einstellte, schuf er 1970 sein eigenes Label Groove Merchant, für das Jimmy McGriff, Junior Parker, Lucky Thompson, Jeremy Steig und Chick Corea aufnahmen. Dann gründete er die Lester Recording Corporation, mit der er auch für Naxos produzierte. Mitte der 1980er Jahre war er auch für Denon Jazz erfolgreich tätig. Seit den 1990er Jahren vermarktete Lester seinen Katalog von Florida aus.